# Przejścia graniczne Czech
Przejścia graniczne Czech funkcjonują jedynie w międzynarodowych portach lotniczych. W latach 1993–2007 Czechy posiadały również drogowe oraz kolejowe przejścia graniczne z Austrią, Niemcami, Polską i Słowacją. W dniu 21 grudnia 2007 r., w momencie przystąpienia Czech do Układu z Schengen, lądowe przejścia graniczne zostały zlikwidowane, gdyż od tej daty wszystkie państwa graniczące z Czechami są sygnatariuszami układu. Zgodnie z postanowieniami porozumienia, granicę państwa można przekraczać na całej jej długości.

## Przejścia graniczne w międzynarodowych portach lotniczych
- Port lotniczy Brno-Tuřany
- Port lotniczy Karlovy Vary
- Port lotniczy Ołomuniec
- Port lotniczy Ostrawa im. Leoša Janáčka
- Port lotniczy Pardubice
- Port lotniczy Praga-Ruzyně

## Dawne lądowe przejścia graniczne, zlikwidowane 21 grudnia 2007 r.

### Granica zPolską
Rząd Republiki Czeskiej i Rząd Rzeczypospolitej Polskiej, kierując się dążeniem do rozwijania wzajemnych przyjaznych stosunków, do rozszerzenia współpracy w zakresie międzynarodowego handlu, transportu i ruchu osobowego, ułatwienia przekraczania granicy państwowej w ruchu turystycznym oraz mając na celu zapewnienie odpowiednich warunków przekraczania granicy państwowej przez osoby, środki transportu i towary podpisał 22 listopada 1996 r. w Warszawie Umowę o przejściach granicznych, przejściach na szlakach turystycznych przecinających granicę państwową oraz zasadach przekraczania granicy poza przejściami granicznymi.

#### przejścia drogowe
- Bukovec – Jasnowice
- Horní Lištná - Leszna Górna
- Český Těšín – Cieszyn
- Chotěbuz – Cieszyn
- Dolní Marklovice – Marklowice Górne
- Závada – Gołkowice
- Bohumín – Chałupki
- Bohumín – Nowe Chałupki
- Píšť – Owsiszcze
- Sudice – Pietraszyn
- Krnov – Pietrowice
- Osoblaha – Pomorzowiczki
- Bartultovice – Trzebina
- Zlaté Hory – Konradów
- Mikulovice – Głuchołazy
- Bílý Potok – Paczków
- Dolní Lipka – Boboszów
- Orlické Záhoří – Mostowice
- Náchod – Kudowa Słone
- Otovice – Tłumaczów
- Starostín – Golińsk
- Královec – Lubawka
- Pomezní Boudy – Przełęcz Okraj
- Harrachov - Jakuszyce
- Nové Město p. Smrkem – Czerniawa-Zdrój
- Srbská – Mieroszów
- Habartice – Zawidów
- Kunratice – Bogatynia
- Hrádek nad Nisou – Porajów

#### przejścia małego ruchu granicznego
Mały ruch graniczny między Polską a Czechami odbywał się na podstawie umowy zawartej w Pradze 17 stycznia 1995 r. Przejścia małego ruchu granicznego czynne były codziennie od 6.00 do 22.00. Przekraczać granicę można było pieszo, na rowerach, na motorowerach o pojemności skokowej silnika 50 cm³ i na pojazdach rolniczych. Wyjątki od tych zasad zostały zaznaczone. Mały ruch graniczny mógł się również odbywać na wszystkich zwykłych drogowych przejściach granicznych.

- Hrčava – Jaworzynka
- Malý Stožek – Stożek
- Beskydek – Beskidek
- Kojkovice – Puńców
- Karviná Ráj II – Kaczyce Górne
- Věřňovice – Łaziska
- Věřňovice – Gorzyczki
- Kopytov – Olza
- Šilheřovice – Chałupki
- Hať – Rudyszwałd
- Hať – Tworków
- Píšť – Bolesław
- Chuchelná – Borucin
- Chuchelná – Krzanowice
- Strahovice – Krzanowice
- Třebom – Gródczanki
- Třebom – Kietrz
- Rohov – Ściborzyce Wielkie
- Hněvošice – Ściborzyce Wielkie
- Vávrovice – Wiechowice
- Opava – Pilszcz
- Úvalno – Branice
- Chomýž – Chomiąża
- Linhartovy – Lenarcice

- Velké Kunětice – Sławniowice
- Vidnava – Kalków
- Bernartice – Dziewiętlice
- Bílá Voda – Złoty Stok
- Travná – Lutynia
- Staré Město pod Sněžníkem – Nowa Morawa
- Bartošovice v Orl.h. – Niemojów
- Orlické Záhoří – Mostowice
- Malá Čermná – Czermna

#### przejścia kolejowe
- Český Těšín – Cieszyn
- Petrovice u Karviné – Zebrzydowice
- Bohumín – Chałupki
- Jindřichov – Głuchołazy
- Głuchołazy – Mikulovice
- Lichkov – Międzylesie
- Meziměstí – Mieroszów
- Královec – Lubawka
- Frýdlant v Čechách – Zawidów

### Granica zeSłowacją

#### przejścia drogowe
- Lanžhot – Brodské ruch towarowy tylko dla samochodów o masie do 7,5 tony zarejestrowanych w Czechach i na Słowacji
- Břeclav (D2) – Brodské tylko dla samochodów rozwijających co najmniej 50 km/h (autostrada)
- Hodonín – Holíč
- Sudoměřice – Skalica ruch towarowy tylko dla samochodów zarejestrowanych w Czechach i na Słowacji
- Velká nad Veličkou – Vrbovce ruch towarowy tylko dla samochodów zarejestrowanych w Czechach i na Słowacji
- Strání – Moravské Lieskové ruch towarowy tylko dla samochodów o masie do 7,5 tony zarejestrowanych w Czechach i na Słowacji
- Březová – Nová Bošáca ruch towarowy tylko dla samochodów o masie do 7,5 tony zarejestrowanych w Czechach i na Słowacji
- Starý Hrozenkov – Drietoma
- Brumov-Bylnice – Horné Srnie ruch towarowy tylko dla samochodów o masie do 7,5 tony zarejestrowanych w Czechach i na Słowacji
- Nedašova Lhota – Červený Kameň ruch towarowy tylko dla samochodów o masie do 7,5 tony zarejestrowanych w Czechach i na Słowacji
- Střelná – Lysá pod Makytou
- Bílá-Bumbálka – Makov
- Bílá – Klokočov ruch towarowy tylko dla samochodów o masie do 7,5 tony zarejestrowanych w Czechach i na Słowacji
- Šance – Čadca – Milošová tylko ruch osobowy
- Mosty u Jablunkova – Svrčinovec

#### przejścia kolejowe
- Lanžhot – Kúty
- Hodonín – Holíč
- Sudoměřice – Skalica tylko ruch osobowy
- Velká nad Veličkou – Vrbovce
- Vlárský průsmyk – Horné Srnie
- Horní Lideč – Lúky pod Makytou
- Mosty u Jablunkova – Svrčinovec

### Granica zAustrią

#### przejścia drogowe
- Plešné jezero – Holzschlag tylko dla obywateli Czech, Słowacji i Austrii oraz państw mających z nimi ruch bezwizowy, tylko dla pieszych, czynne od 15 kwietnia do 31 października codziennie od 8.00 do 20.00
- Ježová – Iglbach tylko dla obywateli Czech, Słowacji i Austrii oraz państw mających z nimi ruch bezwizowy, tylko dla pieszych i rowerzystów, czynne od 1 kwietnia do 31 października codziennie od 8.00 do 20.00
- Koranda – St. Oswald tylko dla obywateli Czech, Słowacji i Austrii oraz państw mających z nimi ruch bezwizowy, tylko dla pieszych i rowerzystów, czynne od 1 kwietnia do 31 października codziennie od 8.00 do 20.00
- Zadní Zvonková – Schöneben tylko dla obywateli Czech, Słowacji i Austrii oraz państw mających z nimi ruch bezwizowy, ruch towarowy tylko dla samochodów o masie do 3,5 tony, czynne codziennie od 8.00 do 20.00
- Přední Výtoň – Guglwald tylko dla obywateli Czech, Słowacji i Austrii oraz państw mających z nimi ruch bezwizowy, tylko ruch osobowy, czynne od 15 marca do 31 października codziennie od 6.00 do 22.00, a od 1 listopada do 14 marca codziennie od 6.00 do 20.00
- Studánky – Weigetschlag
- Dolní Dvořiště – Wullowitz
- Nové Hrady – Pyhrabruck tylko dla obywateli Czech, Słowacji i Austrii oraz państw mających z nimi ruch bezwizowy, tylko ruch osobowy, czynne codziennie od 6.00 do 22.00
- České Velenice – Gmünd 2/Bleylebenstraße tylko dla obywateli Czech, Słowacji i Austrii oraz państw mających z nimi ruch bezwizowy, tylko dla pieszych i rowerzystów, czynne codziennie od 7.00 do 19.00
- České Velenice – Gmünd
- Halámky – Neu-Nagelberg
- Chlum u Třeboně – Schlag tylko dla obywateli Czech, Słowacji i Austrii oraz państw mających z nimi ruch bezwizowy tylko dla pieszych i rowerzystów, czynne od 1 maja do 30 czerwca i od 1 września do 15 października codziennie od 8.00 do 18.00, od 1 lipca do 31 sierpnia codziennie od 8.00 do 20.00
- Nová Bystřice – Grametten
- Slavonice – Fratres tylko dla obywateli Czech, Słowacji i Austrii oraz państw mających z nimi ruch bezwizowy, tylko ruch osobowy, czynne codziennie od 6.00 do 22.00
- Vratěnín – Drosendorf tylko dla obywateli Czech, Słowacji i Austrii oraz państw mających z nimi ruch bezwizowy, tylko ruch osobowy, czynne codziennie od 6.00 do 22.00
- Čížov – Hardegg tylko dla obywateli Czech, Słowacji i Austrii oraz państw mających z nimi ruch bezwizowy tylko dla pieszych i rowerzystów, czynne w Wielkanoc i od 15 kwietnia do 2 listopada codziennie od 8.00 do 20.00
- Hnanice – Mitterretzbach tylko dla obywateli Czech, Słowacji i Austrii oraz państw mających z nimi ruch bezwizowy, tylko ruch osobowy, czynne codziennie od 6.00 do 22.00
- Hatě – Kleinhaugsdorf
- Hevlín – Laa an der Thaya ruch samochodów ciężarowych o masie powyżej 6 ton: od poniedziałku do piątku od 4.00 do 22.00, w soboty od 6.00 do 14.00, w niedziele i święta od 14.00 do 22.00
- Mikulov – Drasenhofen
- Valtice – Schrattenberg tylko dla obywateli Czech, Słowacji i Austrii oraz państw mających z nimi ruch bezwizowy, tylko ruch osobowy, czynne codziennie od 6.00 do 22.00
- Poštorná – Reinthal tylko dla obywateli Czech, Słowacji i Austrii oraz państw mających z nimi ruch bezwizowy, tylko ruch osobowy, czynne codziennie od 6.00 do 22.00

#### przejścia kolejowe
- České Velenice – Gmünd
- Horní Dvořiště – Summerau
- Šatov – Retz
- Břeclav – Hohenau

### Granica zNiemcami

#### przejścia drogowe
- Varnsdorf – Seifhennersdorf tylko ruch osobowy
- Rumburk – Seifhennersdorf tylko ruch osobowy
- Jiříkov – Neugersdorf tylko dla pieszych, rowerzystów i motorowerzystów, czynne codziennie od 8.00 do 20.00
- Rožany – Sohland tylko ruch osobowy
- Rumburk – Neugersdorf
- Dolní Poustevna – Sebnitz tylko ruch osobowy
- Hřensko – Schmilka tylko ruch osobowy
- Petrovice – Bahratal tylko ruch osobowy
- Cínovec – Zinnwald tylko dla pieszych, rowerzystów i autobusów linii Teplice – Drezno
- Cínovec – Altenberg tylko dla samochodów i motocykli
- Moldava – Neurehefeld tylko ruch osobowy
- Mníšek – Deutscheinsiedel tylko ruch osobowy
- Hora Sv.Šebestiána – Reitzenhain ruch towarowy tylko dla posiadaczy zezwoleń
- Vejprty – Bärenstein tylko dla pieszych, rowerzystów i motorowerzystów
- Boží Dar – Oberwiesenthal tylko ruch osobowy
- Potůčky – Johanngeorgenstadt tylko dla pieszych, rowerzystów i motorowerzystów
- Kraslice – Klingenthal ruch towarowy tylko dla posiadaczy zezwoleń
- Vojtanov – Schönberg – przeznaczone dla autobusów, dla motocykli, dla pieszych, dla rowerzystów, dla samochodów osobowych, oraz dla transportu towarowego
- Doubrava – Bad Elster – tylko dla pieszych, rowerzystów i autobusów rozkładowych, czynne codziennie od 6.00 do 22.00
- Aš – Selb ruch towarowy tylko dla posiadaczy zezwoleń
- Pomezí nad Ohří – Schirnding
- Svatý Kříž – Waldsassen – ruch towarowy tylko dla posiadaczy zezwoleń
- Broumov – Mähring ruch towarowy tylko dla posiadaczy zezwoleń
- Pavlův Studenec – Bärnau tylko dla pieszych, rowerzystów i motorowerzystów, ruch samochodów i motocykli tylko dla posiadaczy zezwoleń
- Rozvadov – Waidhaus ruch towarowy tylko dla posiadaczy zezwoleń
- Rozvadov-dálnice – Waidhaus tylko dla samochodów i motocykli (autostrada)
- Železná – Eslarn tylko ruch osobowy, tylko dla pieszych, rowerzystów i motorowerzystów, ruch samochodów i motocykli tylko dla posiadaczy zezwoleń
- Lísková – Waldmünchen ruch towarowy tylko dla posiadaczy zezwoleń
- Folmava – Furth im Wald
- Všeruby – Eschlkam ruch towarowy tylko dla posiadaczy zezwoleń
- Svatá Kateřina – Neukirchen b. Hl. Blut tylko ruch osobowy
- Železná Ruda – Bayerisch Eisenstein ruch towarowy tylko dla samochodów o masie do 3,5 tony
- Strážný – Philippsreut
- Stožec – Haidmühle tylko dla pieszych, rowerzystów i motorowerzystów, czynne od 1 kwietnia do 30 września codziennie od 7.00 do 21.00, od 1 października do 31 marca codziennie od 7.00 do 19.00

#### przejścia kolejowe
- Hrádek nad Nisou – Zittau
- Rumburk – Ebersbach
- Děčín-nádr.ČD – Bad Schandau
- Vejprty – Bärenstein
- Potůčky – Johanngeorgenstadt
- Kraslice (Hraničná) – Klingenthal tylko ruch osobowy
- Vojtanov – Bad Brambach
- Aš – Selb tylko ruch towarowy
- Cheb – Schirnding
- Česká Kubice – Furt im Wald
- Železná Ruda – Bayer. Eisenstein tylko ruch osobowy

#### przejścia rzeczne
- Hřensko – Schöna, czynne w czasie od godziny przed świtem do godziny po zmierzchu